# Lidia Bejenaru
Lidia Bejenaru (n. 3 mai 1953, Țiplești, Sîngerei – d. 26 iulie 2021) a fost o interpretă de muzică populară din Republica Moldova, soția dirijorului Nicolae Botgros.
S-a născut într-o familie numeroasă. A făcut studii muzicale la Școala de Iluminare Culturală „Elena Sârbu” din Soroca între anii 1968–1971. Din 1971, timp de un an este metodistă la casa de cultură din Edineț, după care solistă a orchestrei „Ciocârlia” de la Edineț, apoi a orchestrelor de muzică populară „Mugurel” (1973–1974) și „Lăutarii” (din 1978) ale Filarmonicii Naționale „Serghei Lunchevici”. .
A susținut turnee artistice în străinătate: în numeroase foste republici sovietice, în Bulgaria, Cehia, Slovacia, Germania, Polonia, Grecia, Norvegia, Turcia, Italia, Belgia.
A fost distinsă cu Medalia „Meritul Civic” în anul 1993.
Lidia Bejenaru a scris muzica și textele pentru majoritatea cântecelor din repertoriu. Primul și unicul disc al interpretei, intitulat M-a cuprins un dor de mamă, a apărut după 20 de ani de activitate scenică.
În 1971, s-a căsătorit cu viitorul dirijor al orchestrei „Lăutarii” Nicolae Botgros. Au un singur copil, interpretul de muzică populară Cornel Botgros.